# 森下絵理香
森下 絵理香（もりした えりか、1991年12月27日 - ）は、NHKのアナウンサー。

## 人物
神奈川県横浜市生まれ、東京都育ち。父親の転勤に伴い、高校時代の2年間はアメリカに在住していたが、人見知りな性格であったことから現地の学校に溶け込めず、友人ができなかったため、英語の勉強ばかりしていた。上智大学理工学部在学中、気象予報士の資格を取得し、ウェザーマップに所属していた。大学卒業後の2015年、アナウンサーとしてNHKに入局。初任地は福井放送局。2018年4月に仙台放送局に異動。2020年3月に東京アナウンス室に異動。2021年11月18日より、同じく東京アナウンス室所属で一足先に同年5月から国際放送デビューしていた川﨑理加と共に、NHK NEWSLINE（NHKワールドTV）のアナウンサーを兼務する。
2022年8月にインターネット調査会社が実施したアンケートにより「NHK東京アナウンス室の朝の顔だと思う女性アナウンサーランキング」第1位に選ばれる。

## 趣味・特技
- 自作のイラストを放送で使用することがよくある[6][7]。
- NHK潜水取材班に所属する「潜水アナウンサー」でもあり、仙台放送局時代[8][9]や東京アナウンス室異動後も水中リポートを行っている[10]。

## 現在の担当番組
- NHKニュース7（金曜 - 日祝サブキャスター[11]：2023年4月7日 - 、代理キャスター：2024年1月14日 - 16日、2025年2月24日 - 27日、2024年4月 - メインキャスター）
- ニュース・気象情報（土曜 20時55分）
- ネコメンタリー 猫も、杓子（しゃくし）も。（語り：2021年1月 - 不定期）
- スゴモリどうぶつえん→ウチのどうぶつえん（語り：2020年5月 - ）
- 未来スイッチ（ナレーション：2020年6月 - ）
- ワイルドライフ（ナレーション[12]：2020年度 - ）
- NHK NEWSLINE（NHKワールドTV：2021年11月 - ）[13]
- コンテナ全部開けちゃいました!（ナレーション・乙姫役：2020年11月20日 - 不定期）

## 過去の担当番組
福井放送局時代（2015年度 - 2017年度）
- NHKとっておきサンデー（2015年6月7日） - 新人お披露目
- 福井のニュース・中継・リポート
- おはよう福井（不定期）
- ニュースザウルスふくい（不定期・レポーター）
- 情報たら福 いこっさ!きこっさ!（毎月第1金曜 17:00 - 17:55）
- ザ・プレミアム にっぽんトレッキング100「夏のオススメBest10」（BSプレミアム・司会：2016年7月23日）
- ザ・プレミアム にっぽんトレッキング100「紅葉!温泉!秋のおススメBest10」（BSプレミアム・司会：2016年11月26日）
- アナウンサーのディープな夜（2017年05月29日）
- NHKニュースおはよう日本（上原光紀の代理 スポーツキャスター：2017年8月7日 - 10日、14日 - 18日）
- 首都圏ネットワーク（合原明子の代理キャスター：2017年9月4日 - 8日）
- オシばん（合原明子の代理キャスター：2017年9月4日 - 8日）
- にっぽんトレッキング100スペシャル「花・水・秘境 行きたくなる絶景Best10」（BSプレミアム・司会：2017年9月27日）

仙台放送局時代（2018年度 - 2019年度）
- 宮城・東北地方のニュース
- てれまさむね（不定期・レポーター、ニュースリーダー、キャスター代行）
- もりすた!（キャスター：2018年4月4日 - 2019年3月22日）
- 大好き♡東北 定禅寺しゃべり亭（キャスター：2019年4月6日 - 2020年2月29日）
- ニュースチェック11（長尾香里夏期休暇中に伴う代理キャスター：2018年9月3日 - 7日）
- にっぽんトレッキング100「歩けば出会える！大自然の絶景SP」（BSプレミアム・司会：2018年9月22日）
- うまいッ!「5つの味を持つ! ホヤ〜宮城・石巻市〜」（リポーター：2019年7月22日）
- NHKニュースおはよう日本（5:00 - 6:00代理キャスター：2019年8月26日 - 30日）
- 演歌フェス2019 by・新BS日本のうた（リポーター：2019年9月22日、29日、10月6日）
- 令和元年東日本台風（台風19号）特設ニュース（仙台放送局より災害状況を伝えた〈全国放送〉：2019年10月13日）
- アニソン・アカデミースペシャル in 仙台（進行サポート：2019年11月30日）

東京アナウンス室時代（2020年度 - ）
- NHKニュースおはよう日本（キャスター：5:00 - 6:00）（2020年3月30日 - 2022年4月1日）
  - 2020年度は中山果奈、2021年度は山内泉との1週間ごとのローテーション
  - ラジオニュース（午前10時、午前11時、隔週）[14]
  - 桑子真帆の代理キャスター（2020年5月7日、8日[15]、2021年7月19日 - 21日、8月2日 - 6日、9月6日 - 10日）
  - 石橋亜紗の代理キャスター（2020年8月29日、30日、2021年1月23日、24日）
  - 川﨑理加の代理キャスター（2022年2月19日）
- NHKニュースおはよう日本（土曜・日曜・祝日キャスター：2022年4月9日 - 2023年4月2日）[16]
- COOL JAPAN〜発掘!かっこいいニッポン〜（ナレーション）
  - 「外国人が母国に持ち帰りたいニッポンの食TOP10」（2020年5月20日）
  - 「外国人が選んだニッポンの伝統TOP10」（2020年5月21日）
- 駅・空港・街角ピアノ スペシャル （BS1・ナレーション：2020年6月13日）
- らじるの時間（2020年8月1日 - 7日）
- 8K中継 ナイトアクアリウム 夜の水族館特別公開!（2020年8月22日、BS4K、BS8K）
- 週刊まるわかりニュース（鎌倉千秋の代理リポーター：2020年10月10日）
- ナイトアクアリウム 夜の水族館特別公開！（2020年10月25日）
- さわやか自然百景（ナレーション）
  - 「大分 くじゅう連山」（2020年12月20日）
  - 「奥武蔵 都幾川」（2021年4月25日）
  - 「九州山地 霧立越」（2021年8月22日）
  - 「奈良 三之公の森」（2022年5月15日）
- ATP賞 授賞式2020（BSプレミアム・司会：2020年12月1日）
- 新作歌舞伎「風の谷のナウシカ」前編・後編（BSプレミアム・ご案内：2021年1月2日 - 3日）
- サンドウィッチマンの天使のつくり笑い（ラジオ第1・安部みちこと隔週交代：2020年4月 - 2021年3月）
- 10年目の福島からあなたへ 〜詩人・和合亮一が刻む 生きることば〜（ラジオ第1・ナレーション：2021年3月10日）
- マジカルナンバー その数字（かず）にはワケがある（司会：2021年9月11日）
- 魅惑のカレー大全（BSプレミアム・ナレーション：2021年9月18日）
- うまいッ!「爆（は）ぜる身! 淡白な味わいとたっぷり栄養!コイ〜福島・郡山市〜」（塚原愛の代理司会：2021年11月1日）
- ザ・ヒューマン「病気でもあきらめないで!▽在宅医・紅谷浩之 子どもたちとドクターGO」（BS1・語り：2022年6月25日）
- 8K鉄路紀行
  - 特別編 中井精也と楽しむ! （2022年7月10日、BS4K/BS8K）
  - 特別編 六角精児と楽しむ! （2022年10月9日、BS4K/BS8K）
- 佐渡裕の音楽酒場マエストロ（FM/ラジオ第1・バーのマスター：2022年9月23日、2023年3月25日）
- ココリコの生きものどアップ!超ミクロハンター（BS4K/BS8K/Eテレ・語り：2022年11月6日、2024年3月26日）
- 令和4年度 きょうからNHK歳末・海外たすけあい（語り：2022年12月1日）
- あなたのやさしさを2022NHK海外たすけあい（語り：2022年12月3日 - 25日）
- デザインミュージアムジャパン（進行：2022年12月10日、2023年12月10日）
- ゆく年くる年 （草津温泉・光泉寺からリポート：2022年12月31日）
- ズームバック×オチアイ （ナレーション：2023年2月5日）
- 踊る!さんま御殿!!（日本テレビ、2023年3月14日）[17]
- 2023年7月15日の記録的大雨に関連し、東北地方勤務経験のある秋田県に出張して、被災地の状況を中継で伝えた[18]。
- NHKニュース たっぷり静岡 （潜水アナウンサーとして多賀小学校での出前授業、網代の海での潜水リポート：2024年2月14日）
- たっぷり静岡＋（網代の海での潜水リポート：2024年2月16日）
- いろ★ドリ（潜水アナウンサーとしてシリーズで鳥取県の海での水中リポート、生きものを紹介。：2024年6月6日、6月13日、6月20日、6月27日）
- 米大統領選挙開票速報（メインキャスター：2024年11月6日）